# UNIVAC I

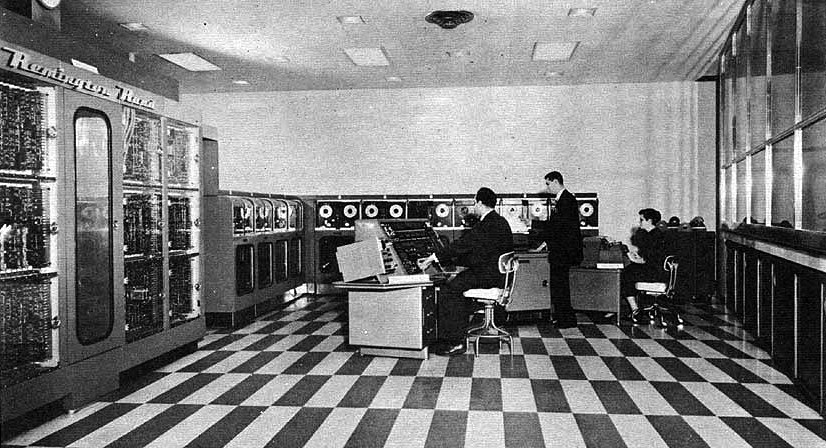
UNIVAC I en Franklin Life Insurance Company

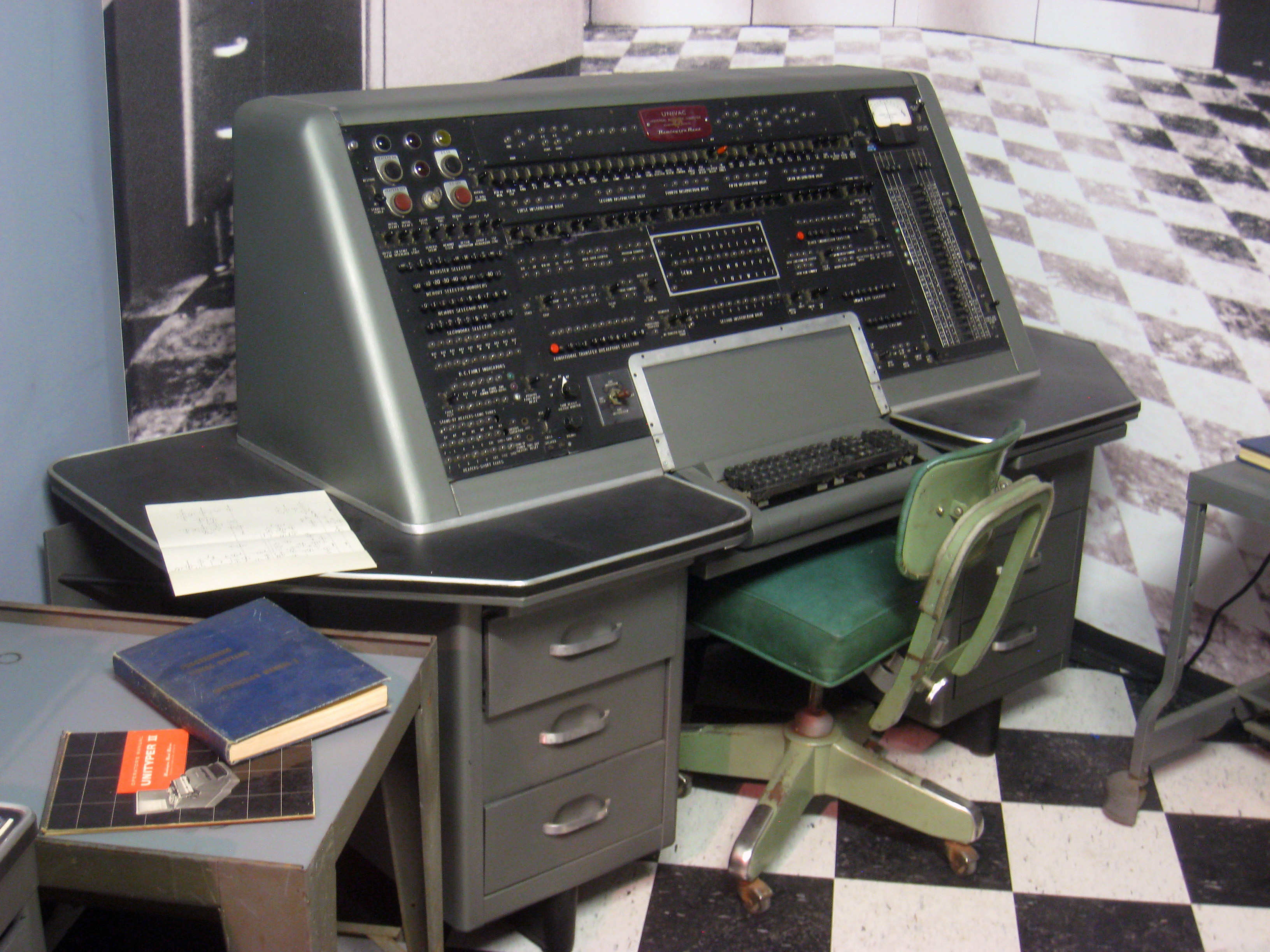
Estación de control de la UNIVAC I

La UNIVAC I (UNIVersal Automatic Computer I, Computadora Automática Universal I) fue la primera computadora comercial fabricada en Estados Unidos, entregada el 31 de marzo de 1951 a la oficina del censo. 
Fue diseñada principalmente por J. Presper Eckert y John William Mauchly, autores de la primera computadora electrónica estadounidense, la ENIAC. Durante los años previos a la aparición de sus sucesoras, la máquina fue simplemente conocida como «UNIVAC». Se donó finalmente a la universidad de Harvard y Pensilvania. 
La Z3 de 1941 fue el primer computador operativo; los anteriores fueron proyectos militares como el ENIAC de 1946 u ordenadores de uso específico, mientras que el UNIVAC I compitió por ser el primer ordenador de uso general vendido comercialmente, pero perdió por un par de meses ante el británico Ferranti Mark 1 vendido en febrero de 1951. Pero en Alemania el Z4 se adelantó a ambos en 1950, el primero en todo el mundo vendido comercialmente.

## Historia
UNIVAC de Remington Rand (sucesora de la Eckert-Mauchly Computer Corporation, comprada por Rand en 1951). Su valor estaba entre 1 millón y 1 millón y medio de dólares, que actualizado sería de 6 millones y medio a 9 millones. Era una computadora que pesaba 7.250 kg, estaba compuesta por 5000 tubos de vacío, y podía ejecutar unos 1000 cálculos por segundo. Era una computadora que procesaba los dígitos en serie. Podía hacer sumas de dos números de diez dígitos cada uno, unas 100.000 por segundo. Funcionaba con un reloj interno con una frecuencia de 2,25 MHz; tenía memorias de mercurio. Estas memorias no permitían el acceso inmediato a los datos, pero tenían más fiabilidad que las memorias de tubos de rayos catódicos usadas normalmente. 
El primer UNIVAC fue entregado a la Oficina del Censo de los Estados Unidos el 31 de marzo de 1951 y fue puesto en servicio el 14 de junio de ese año. El quinto, construido para la Comisión de Energía Atómica (United States Atomic Energy Commission), fue usado por la cadena de televisión CBS para predecir la elección presidencial estadounidense de 1952. Con una muestra del 1% de la población votante predijo de forma correcta que Eisenhower ganaría, algo que parecía imposible.
Además de ser la primera computadora comercial estadounidense, el UNIVAC I fue la primera computadora diseñada para uso en administración y negocios (es decir, para la ejecución rápida de grandes cantidades de operaciones aritméticas relativamente simples y transporte de datos, a diferencia de los cálculos numéricos complejos requeridos por las computadoras científicas). UNIVAC competía directamente con las máquinas de tarjeta perforada hechas principalmente por IBM; curiosamente, sin embargo, inicialmente no dispuso de interfaz para la lectura o perforación de tarjetas, lo que obstaculizó su venta a ciertas compañías con grandes cantidades de datos en tarjetas debido a los potenciales costos de conversión. Esto se corrigió al final, añadiéndole un equipo de procesamiento de tarjetas fuera de línea, el convertidor UNIVAC de tarjeta a cinta y el convertidor UNIVAC de cinta a tarjeta, para la transferencia de datos entre las tarjetas y las cintas magnéticas que empleaba UNIVAC de forma nativa.
Los primeros contratos para la venta de UNIVACs fueron realizados con instituciones del gobierno de los Estados Unidos, tales como la oficina de censos, la Fuerza Aérea, y el servicio de mapas del ejército; también contrataron sus servicios particulares, como la ACNielsen Company y la Prudential Insurance Company.
El octavo UNIVAC, la primera venta efectiva para uso comercial, fue instalado en enero de 1954, en la división de electrodomésticos de General Electric para gestionar los salarios.DuPont compró el duodécimo UNIVAC, que fue entregado en septiembre de 1954. La Pacific Mutual Insurance recibió un UNIVAC en agosto de 1955, y otras compañías de seguros pronto siguieron ese camino. Mientras tanto, para uso oficial, la oficina de censos compró un segundo UNIVAC en octubre de 1954 .
Originalmente valorado en $159.000 de la época, el UNIVAC aumentó su precio hasta costar entre $1.250.000 y $1.500.000. En total se fabricaron y entregaron 46 unidades. UNIVAC resultó demasiado costosa para la mayoría de las universidades, y Sperry Rand (a diferencia de compañías como IBM), no tenía el suficiente respaldo financiero para donar muchas unidades; sin embargo un ejemplar se donó a la Universidad de Harvard en 1956, otro a la Universidad de Pensilvania en 1957, y uno a la Case Western Reserve University en Cleveland, Ohio ese mismo año.
Algunos sistemas UNIVAC permanecieron en servicio durante mucho tiempo, de hecho bastante después de haberse vuelto obsoletos. La Oficina del Censo utilizó sus dos sistemas hasta 1963, acumulando de nueve a doce años de servicio respectivamente; Sperry Rand utilizó sus propias dos unidades en Buffalo, Nueva York, hasta 1968. La compañía de seguros Life and Casualty of Tennessee utilizó su sistema hasta 1970, cumpliendo así, un total de trece años de servicio.